# Acidithiobacillus caldus
Espèce
Acidithiobacillus caldus est une espèce bactérienne composée de bactéries à Gram négatif de la famille Acidithiobacillaceae incluse dans les Pseudomonadota.

## Taxonomie
Le nom correct complet (avec auteur) de ce taxon est Acidithiobacillus caldus (Hallberg & Lindström 1995) Kelly & Wood 2000.

### Étymologie
Le genre Acidithiobacillus a été nommé ainsi d'après les caractéristiques qui lui sont propres. L'étymologie de l'espèce Acidithiobacillus caldus est la suivante : cal’dus. L. masc. adj. caldus, chaud; publié dans le sens de «qui aime le chaud»,,.

### Synonymes
L'espèce Acidithiobacillus caldus a pour synonymes :
- Fervidacidithiobacillus caldus (Hallberg & Lindström 1995) Moya-Beltrán et al. 2021
- Thiobacillus caldus Hallberg & Lindström 1995, basonyme de cette espèce, c'est-à-dire son ancien nom selon la LPSN[4],[5]

### Historique
Cette espèce a été décrite en 1995 sous le nom de Thiobacillus caldus,. Elle a été renommée en 2000, Acidithiobacillus caldus lorsque quatre espèces bactériennes faisant partie des Thiobacillus ont été déplacées dans ce nouveau genre  nommé Acidithiobacillus (A. albertis, A. caldus, A. ferrooxidans et l'espèce type A. thiooxidans). Cela faisait suite à un réexamen de leurs caractéristiques biochimiques montrant qu'elles se distinguaient nettement d'autres Thiobacillus. Elle a d'abord été classée en 2005 dans la classe des Gammaproteobacteria sur la base des analyses phylogénétiques des séquences d'ARN ribosomal 16S,. De nouvelles analyses phylogénétiques multiprotéines ont été ajoutées et ont permis de créer la classe des Acidithiobacillia en 2013 parmi les Pseudomonadota,. À l'occasion de cette caractérisation, l'ordre des Acidithiobacillales a été déplacé de la classe Gammaproteobacteria vers la nouvelle classe Acidithiobacillia ainsi que les familles, genres et espèces la composant.